# Nova crnogorska književnost (zbornik)
Nova crnogorska književnost Borislava Jovanovića zbornik je sedamdesetak književno-kritičkih tekstova o suvremenoj crnogorskoj književnosti čiji su autori iz Crne Gore, Hrvatske, Srbije, BiH i Slovenije. Knjiga je tiskana 2010. u nakladi Plime iz Ulcinja uz potporu Ministarstva kulture Vlade Crne Gore.

### Sadržaj
Nova crnogorska književnost sadrži sljedeća poglavlja: Uvodni pogledi, Grupni portreti bitnih romana, U ogledalu crnogorske književne kritike, U ogledalu regionalne književne kritike, Predznaci devedesetih, Trg nove književnosti, Bilješke o autorima, Napomena priređivača.
U svojoj uvodnoj studiji naslovljenoj Književni pečat jedne generacije:Kairos nacionalne literature, autor Borislav Jovanović veli da je 1990-ih napravljen diskontinuitet u crnogorskoj književnosti, čiji su akteri bili tada najmlađa generacija crnogorskih književnika.
"Kroz prizmu domaće i regionalne književne kritike - u formi prikaza, eseja, studija - u ovome Zborniku se dokodiraju djela nekad najmlađe, mlade, danas srednje generacije crnogorskih pisaaca". U Zbornku, veli dalje Jovanović, osvjetljen je identitet najnovije crnogorske književnosti. Autor piše u uvodu: "Crnogorska književnost nikada nije bila toliko u fokusu regionalnih književnih centara kao u posljednje dvije decenije".

### Autori
Članke su u Novoj crnogorskoj književnosti objavili i Miljenko Jergović, dr. Jakov Sabljić, Anela Senčar, Žarko Pajić, Dario Grgić, Gordana Crnković, Lidija Vukčević, porf. dr Milorad Nikčević (Hrvatska), zatim Ivan Lovrenović, Davor Beganović, Nikola Petković, Marina Soldo (iz BiH), Teofil Pančić, Filip David, Jovan Ćirilov, Saša Ćirić (Srbija), Iztok Osojnik (Slovenija). Od crnogorskih autora, pored Borislava Jovanovića, priloge su napisali: Aleksandar Bečanović, Rajko Cerović, Dragan Radulović, Marinko Vorgić, Vlatko Simunović, Branko Sbutega, Božo Koprivica, Božena Jelušić, dr. Sonja Tomović-Šundić...

### Djela crnogorskih književnika
U Novoj crnogorskoj književnosti predstavljeni su sljedeći suvremeni crnogorski književnici: Balša Brković, Andrej Nikolaidis, Pavle Goranović, Aleksandar Bečanović, Ognjen Spahić, Dragan Radulović, Ognjen Radulović, Jovanka Uljarević, Igor Đonović, Milovan Radojević, Ljubeta Labović, Vladimir Vojinović, Bogić Rakočević, Danilo Lompar, Željko Stanjević, Momčilo Zeković, Milisav Popović, Sanja Martinović, Dragana Tripković.
Također su zastupljeni još tijekom 1980-ih afirmirani crnogorski književnici: Mladen Lompar, Milorad Popović, Ljubomir Đurković.